# Bahnstrecke Baden–Aarau
| Streckennummer (BAV): | 710 (Baden–Brugg AG) 640 (Brugg–Rupperswil) 641 (Rupperswil Ost–Rupperswil (Gleis rechts)) 650 (Rupperswil–Aarau) |                                      |                                      |
| Fahrplanfeld: | 650 |                                      |                                      |
| Streckenlänge: | 26,82 km |                                      |                                      |
| Spurweite: | 1435 mm (Normalspur)                                                                                              |                                      |                                      |
| Stromsystem: | 15 kV 16,7 Hz ~                                                                                                   |                                      |                                      |
| Maximale Neigung: | 10,0 ‰ |                                      |                                      |
| | |                                      |                                      |
| \| \| \| von Zürich \| \| \| \| 22,53 \| Baden \| 385,1 m ü. M. \| \| \| 27,43 \| Turgi \| 341,7 m ü. M. \| \| \| \| nach Waldshut \| \| \| \| \| Reuss Turgi \| 73 m \| \| \| 31,27 \| Brugg \| 352,2 m ü. M. \| \| \| \| Bözbergstrecke / Aargauische Südbahn \| \| \| \| \| Verbindungsstrecke Brugg \| \| \| \| \| Aareviadukt (A3) \| \| \| \| 36,14 \| Schinznach Bad \| 351,9 m ü. M. \| \| \| 38,75 \| Holderbank AG \| 355 m ü. M. \| \| \| 40,41 \| Wildegg \| 353,8 m ü. M. \| \| \| \| Seetalbahn von Lenzburg \| \| \| \| \| Heitersbergstrecke von Lenzburg \| \| \| \| 43,50 \| Rupperswil \| 373,7 m ü. M. \| \| \| \| Vierspurstrecke \| \| \| \| \| Rohr-Buchs (1995 geschlossen) \| \| \| \| \| Suhre \| \| \| \| 48,15 \| Aarau GB \| 383,3 m ü. M. \| \| \| \| von Suhr \| \| \| \| 49,35 \| Aarau \| 383,3 m ü. M. \| \| \| \| nach Olten \| \| | |                                      |                                      |
| Strecke | | von Zürich                           | von Zürich                           |
| Bahnhof | 22,53 | Baden                                | 385,1 m ü. M.                        |
| Bahnhof | 27,43 | Turgi                                | 341,7 m ü. M.                        |
| Abzweig geradeaus und nach rechts | | nach Waldshut                        | nach Waldshut                        |
| Brücke über Wasserlauf | | Reuss Turgi                          | 73 m                                 |
| Bahnhof | 31,27 | Brugg                                | 352,2 m ü. M.                        |
| Abzweig geradeaus, nach links und nach rechts | | Bözbergstrecke / Aargauische Südbahn | Bözbergstrecke / Aargauische Südbahn |
| Kreuzung geradeaus unten | | Verbindungsstrecke Brugg             | Verbindungsstrecke Brugg             |
| | | Aareviadukt (A3)                     |                                      |
| Haltepunkt / Haltestelle | 36,14 | Schinznach Bad                       | 351,9 m ü. M.                        |
| Haltepunkt / Haltestelle | 38,75 | Holderbank AG                        | 355 m ü. M.                          |
| Bahnhof | 40,41 | Wildegg                              | 353,8 m ü. M.                        |
| Abzweig geradeaus und ehemals nach links | | Seetalbahn von Lenzburg              | Seetalbahn von Lenzburg              |
| Abzweig geradeaus und von links | | Heitersbergstrecke von Lenzburg      | Heitersbergstrecke von Lenzburg      |
| Bahnhof | 43,50 | Rupperswil                           | 373,7 m ü. M.                        |
| Strecke | | Vierspurstrecke                      | Vierspurstrecke                      |
| ehemaliger Haltepunkt / Haltestelle | | Rohr-Buchs (1995 geschlossen)        | Rohr-Buchs (1995 geschlossen)        |
| Brücke über Wasserlauf | | Suhre                                | Suhre                                |
| Dienststation / Betriebs- oder Güterbahnhof | 48,15 | Aarau GB                             | 383,3 m ü. M.                        |
| Abzweig geradeaus und ehemals von links | | von Suhr                             | von Suhr                             |
| Bahnhof | 49,35 | Aarau                                | 383,3 m ü. M.                        |
| Strecke | | nach Olten                           | nach Olten                           |

Die Bahnstrecke Baden-Aarau ist eine Eisenbahnstrecke im Norden der Schweiz. Sie führt von Baden über Turgi, Brugg und Wildegg nach Aarau.

## Streckenführung
Die Bahnstrecke führt vom Bahnhof Baden in westlicher Richtung der Limmat entlang bis Turgi, überquert auf einer gemauerten Steinbrücke (die SBB Reussbrücke Turgi ist die zweitälteste noch in Betrieb stehende Eisenbahnbrücke der Schweiz) die Reuss, führt noch etwa 2 km in westlicher Richtung der Aare entlang und erreicht dann den Bahnhof Brugg. Danach folgt die Strecke weitgehend dem Lauf der Aare bis zum Bahnhof Aarau. Grössere Kunstbauten sind – abgesehen von der erwähnten Reussbrücke – keine vorhanden.
In Turgi zweigt die Strecke nach Koblenz nördlich durch das untere Aaretal ab. In Brugg zweigen die Bözbergstrecke nach Basel in nordwestlicher Richtung sowie die Aargauische Südbahn in Richtung Arth-Goldau – Gotthard in südlicher Richtung ab.
In Wildegg befand sich früher eine Abzweigung der Seetalbahn in südlicher Richtung nach Lenzburg, der Betrieb auf dieser Strecke ist allerdings 1984 eingestellt worden. In Rupperswil wird die Heitersbergstrecke von Lenzburg her eingefädelt. Kurz vor Aarau mündet auch die Bahnstrecke Aarau–Suhr der ehemaligen Nationalbahn ein; diese wurde Ende 2004 stillgelegt und mittlerweile abgebrochen.

## Geschichte
Die erste Schweizer Eisenbahnlinie, die Spanisch-Brötli-Bahn, nahm am 9. August 1847 den Betrieb zwischen Zürich und Baden auf. Es war geplant, die Strecke weiter über Turgi, durch das untere Aaretal nach Koblenz und weiter dem Rhein entlang nach Basel zu führen. Dies scheiterte jedoch zunächst an finanziellen Schwierigkeiten.
Im Jahre 1850 empfahl eine nationalrätliche Kommission unter Mithilfe des bekannten englischen Eisenbahningenieurs Robert Stephenson unter anderem, die Verbindung Zürich–Basel nicht via Koblenz, sondern via Olten zu erstellen. So plante die Nordostbahn die Fortsetzung von Baden her der Limmat entlang bis Turgi, dann der Aare entlang nach Aarau. Am 30. September 1856 wurde der Abschnitt Baden–Brugg, am 15. Mai 1858 die Fortsetzung nach Aarau dem Verkehr übergeben.
Die Bahnstrecke war zunächst durchgehend einspurig, ebenso wie die Spanisch-Brötli-Bahn. Bereits 1861 wurde dann die Strecke Zürich–Turgi, 1862 auch die Strecke Turgi–Aarau doppelspurig ausgebaut. Die Elektrifizierung mit dem bei den SBB üblichen System 15 kV 16 2/3 Hz wurde am 21. Januar 1925 in Betrieb genommen. Bis zur Verstaatlichung der grossen Privatbahngesellschaften zu den SBB war die Nordostbahn für den Betrieb der Strecke verantwortlich.
Während mehr als 100 Jahren – bis zur Eröffnung der Heitersbergstrecke im Jahre 1975 – war dies die Haupt-Ost-West-Transversale des Schweizer Bahnnetzes. Allerdings wurde bereits 1875 die Bözbergbahn erbaut, die eine kürzere Verbindung zwischen Zürich und Basel als die Strecke via Aarau–Olten–Hauenstein erlaubte. Auch die ursprünglich geplante Strecke Zürich–Basel via Koblenz wurde später gebaut: 1859 Turgi–Koblenz und 1892 Koblenz–Laufenburg–Basel.

## Unfälle
Am 4. Juni 1899 fuhr der Nachtschnellzug Zürich–Genf der Nordostbahn (NOB) im Bahnhof Aarau über den vorgeschriebenen Haltepunkt hinaus und stiess dabei in zwei stehende Lokomotiven der Centralbahn (SCB). Der Unfall forderte zwei Tote und drei Schwerletzte.
Am 7. September 1972 missachtete der Lokomotivführer der Ae 4/7 10916 beim Bahnhof Rupperswil ein Signal und stiess frontal in den Steuerwagen eines Personenzugs. Der Unfall forderte zwei Todesopfer und neun Verletzte.